# كونسيويلو دايز
كونسيويلو دايز (بالإسبانية: Consuelo Díez Fernandez)‏ هي معلمة موسيقى وملحنة إسبانية، ولدت في 16 أغسطس 1958.